# Ginostra (Film)
Ginostra ist ein Kriminalfilm aus dem Jahr 2002, geschrieben und gedreht von Manuel Pradal.

## Handlung
Der New Yorker FBI-Agent Matt Benson wird unter dem Vorwand, gegen die Cosa Nostra ermitteln zu wollen, in Wirklichkeit aber, um eine undichte Stelle bei der Polizei aufzuspüren, auf die sizilianische Insel Panarea geschickt, wo er mit den italienischen Ermittlungsbehörden zusammenarbeiten soll. Er bezieht ein schönes Haus mit Blick auf den Vulkan Ginostra, worüber sich seine Frau Jessie und seine fünfjährige Tochter Tina besonders freuen. Wenige Tage später befragt Benson den elfjährigen Ettore Greco, dessen Familie bei einem von der Mafia organisierten Autobombenanschlag ums Leben kam. Sein Vater war ein wichtiger Zeuge und soll gegen den örtlichen Mafioso Manzella aussagen. Aus Sicherheitsgründen wird der Junge bei Benson untergebracht.
Benson muss feststellen, dass seine Versuche, den Jungen dazu zu bringen, mit ihm über den Mord an seinem Vater zu sprechen, der sich zum Zeitpunkt des Mordes in Untersuchungshaft befunden haben soll, durch den starken Wunsch des Jungen nach Rache vereitelt werden. Es stellt sich heraus, dass der Junge entweder bei der Ermordung seines Vaters anwesend war oder die Einzelheiten des Mordes kennt. Bedroht von Verwandten und den feindseligen Bewohnern Panareas, verwandelt sich die schöne Mittelmeerinsel für Benson und seine Familie immer mehr in einen quälenden Alptraum. Als ein erster Anschlag auf seine Frau Jessie und Ettore verübt wird, wird ihm klar, dass der Familienurlaub vielleicht doch keine so gute Idee war. Der Ausbruch des Vulkans Ginostra lässt schließlich eine Welle der Gewalt über alle Beteiligten hereinbrechen.

## Besetzung und Synchronisation
Die deutsche Synchronisation entstand nach einem Dialogbuch von Henning Stegelmann unter seiner Dialogregie im Auftrag der Digital Media Technologie GmbH in Hamburg.
| Rolle          | Darsteller         | Sprecher           |
| -------------- | ------------------ | ------------------ |
| Matt Benson    | Harvey Keitel      | Joachim Kerzel     |
| Jessie         | Andie MacDowell    | Evelyn Maron       |
| Elena Gigli    | Francesca Neri     | Anne Moll          |
| Giovanni Gigli | Stefano Dionisi    | Christian Stark    |
| Del Piero      | Harry Dean Stanton | Eckart Dux         |
| Ettore Greco   | Mattia De Martino  | N.N.               |
| Oberin         | Angela Goodwin     | Marianne Bernhardt |

## Produktion
Pradal hat authentisches Filmmaterial vom Ausbruch des Ätna im Juli 2001 in die letzten Szenen eingeflochten.

## Veröffentlichung
Der Film wurde am 13. September 2002 auf dem Toronto International Film Festival uraufgeführt. Mit der Veröffentlichung der DVD am 23. Dezember 2003 wurde der Film erstmals in Deutschland gezeigt.

## Kritiken
Jean-Baptiste Morain schrieb im Les Inrockuptibles: „In Ginostra findet man das, was die Qualität von Kleine Engel, kleine Haie ausmachte: eine Inspiration, einen Atem, eine Sinnlichkeit, eine Vorliebe für Licht, eine Romantik (diese Art, menschliche Gefühle mit den Bewegungen der Natur zu verbinden) und ein Gespür für Pläne, die wirklich beeindruckend sind. [[...]] Darüber hinaus hat der Filmemacher eine seiner großen Schwächen nicht abgelegt: die Anhäufung von Zitaten und Hommagen.“
Das Le Monde schrieb, das: [[...]] scheint dieses Films also auf den ersten Blick etwas überladen zu sein, zumal Manuel Pradal hier eine Tendenz zur formalen und referentiellen Virtuosität kultiviert, die sich bereits in Kleine Engel, kleine Haie als relativ kontraproduktiv erwiesen hatte. Nichtsdestotrotz ist Ginostra, wie auch dieser Film, alles andere als uninteressant.